# Специализированные источники синхротронного излучения
Специализированные источники синхротронного излучения — ускорители электронов, построенные специально для генерации синхротронного излучения (СИ). Как правило, это синхротроны со специальными параметрами (большой ток пучка, малый эмиттанс, высокая яркость излучения). Однако, некоторые современные и проектируемые источники СИ — это лазеры на свободных электронах и ускорители-рекуператоры (например, проект MARS). Вывод излучения из специализированных источников СИ осуществляется на специально оборудованные экспериментальные станции.

## Поколения источников СИ
Источники синхротронного излучения условно делят на четыре поколения:
1. Первое поколение — синхротроны, построенные для экспериментов по физике высоких энергий, где синхротронное излучение было побочным явлением. На этих установках впервые начали отрабатываться методики использования синхротронного излучения;
2. Второе поколение — синхротроны, специально построенные для генерации СИ. В основном использовали для генерации излучения поворотные магниты. Первым ускорителем, построенным специально для использования синхротронного излучения стал синхротрон Tantalus[2], запущенный в 1968 году в США;
3. Третье поколение — источники СИ сегодняшнего дня. При проектировании синхротронов 3-го поколения в их конструкции предусматривалось большое число длинных (5 и более метров) прямолинейных промежутков, предназначенных для установки специальных вставок, генерирующих СИ — вигглеров и ондуляторов. Использование для генерации излучения специализированных устройств гораздо более энергоэффективно — большая часть излучаемой электронами энергии выводится непосредственно на экспериментальные станции, при этом снятие магнитного поля с неиспользуемых в отдельные моменты времени вставных устройств позволяет также существенно уменьшить энергопотребление экспериментальной установки. Следует указать, что мощность потерь энергии электронами на одном вставном устройстве может превышать 300 кВт.
4. Четвёртое поколение источников синхротронного излучения — это проекты, которые не являются более синхротронами. Дальнейшее совершенствование накопителей — а именно повышение плотности электронов, повышение яркости источника СИ уже физически невозможно. Критическим параметром стал эмиттанс — фактически, фазовый объём, занимаемый электронами при движении по орбите. При этом оказывается, что если даже в начальный момент инжекции электроны имели очень маленький эмиттанс, в процессе многократного (миллиарды раз) прохождения по орбите, они «забывают» о своем начальном состоянии, и эмиттанс пучка далее определяется квантовыми флуктуациями синхротронного излучения. Для уменьшения эмиттанса (и таким образом повышения яркости) предлагаются источники на базе лазеров на свободных электронах, а также линейных ускорителей с рекуперацией энергии «MARS»[3]

## Top-Up режим
Top-Up или режим инжекции на полной энергии — режим работы ускорительно-накопительного комплекса (синхротрона). Для реализации Top-Up режима в составе комплекса необходимо иметь дополнительный, бустерный синхротрон, обеспечивающий инжекцию электронов в накопительное кольцо основного ускорителя на полной (рабочей) энергии ускорителя. Инжекция на полной энергии позволяет не проводить перенакоплений электронов, а добавлять электроны к уже движущимся в накопительном кольце, компенсируя происходящие потери частиц.
В отличие от этого режима, более распространенной конструкцией ускорительно-накопительного комплекса является такая, в которой инжекция происходит на энергии в несколько раз меньшей. Меньшая энергия инжекции позволяет иметь гораздо более дешёвую и компактную систему инжекции, но требует регулярных перекоплений электронного пучка (со сбросом ранее накопленных электронов), и последующего ускорения накопленных электронов до полной энергии в основном накопительном кольце.

## Российские источники СИ
- Курчатовский источник синхротронного излучения — накопители Сибирь-1, Сибирь-2.
- «Сибирский центр синхротронного и терагерцового излучения» — ускорители ВЭПП-3, ВЭПП-4 — используются в том числе в качестве источников СИ. Также работает Новосибирский лазер на свободных электронах в терагерцовой области излучения.
- Зеленоградский электронный синхротрон — институт физпроблем им. Ф. В. Лукина (законсервирован).
- Сибирский кольцевой источник фотонов (СКИФ) — строящийся специализированный источник поколения 4+, в Новосибирской области, около Наукограда Кольцово[4].

## Некоторые источники СИ третьего поколения

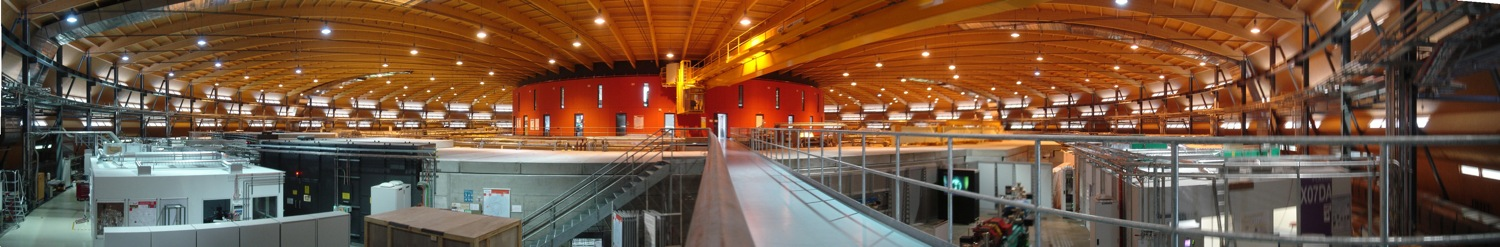
Панорама зала синхротрона Swiss Light Source (SLS) в Институте Пауля Шеррера (PSI), Швейцария.

- Австралийский синхротрон (ASP)
- ALBA
- APS
- BESSY II
- Diamond
- ELETTRA
- SOLEIL
- SPring-8